# Carmen Tajaltic
Carmen Tajaltic är en ort i Mexiko.   Den ligger i kommunen Ocosingo och delstaten Chiapas, i den sydöstra delen av landet, 800 km öster om huvudstaden Mexico City. Carmen Tajaltic ligger 767 meter över havet och antalet invånare är 116.
Terrängen runt Carmen Tajaltic är varierad. Runt Carmen Tajaltic är det glesbefolkat, med 16 invånare per kvadratkilometer. Närmaste större samhälle är Venustiano Carranza, 3,3 km norr om Carmen Tajaltic. I omgivningarna runt Carmen Tajaltic växer i huvudsak städsegrön lövskog.